# Jubilee (Grant Lee Buffalo)
Jubilee è il quarto album in studio della band statunitense Grant Lee Buffalo, pubblicato nel 1998. L'album è stato l'ultimo della band prima dello scioglimento.

## Antefatti
Dopo l'album Copperopolis, Paul Kimble uscì dalla band. Phillips e Peters continuarono comunque a lavorare ad un quarto album, pur sapendo di dover "nuotare o sprofondare". I due chiesero a Dan Rotchild, figlio del produttore dei primi 5 album dei Doors Paul Rotchild, con cui Phillips aveva passato vario tempo in un club chiamato Largo (Los Angeles),di aiutarli nell'album. Nel frattempo, Paul Kimble, veniva apprezzato come produttore lavorando coi membri di band come Radiohead e Roxy Music. Per Grant Lee Phillips e Joey Peters l'album permetteva di esplorare e reinventare il loro approccio con la musica.

## Il disco
Il sound di Jubilee è molto spensierato e allegro, e a detta di Phillips più emozionante di tutti gli album prodotti dalla band fino a quel momento. Lo spirito dell'album riportò il cantante ad un rinnovato ottimismo. L'album è caratterizzato da vari musicisti ospiti, come Robyn Hitchcock, Michael Stipe e Jon Brion.

## Tracce[3]
1. "APB" - 3:37
2. "Seconds" - 4:21
3. "Change Your Tune" - 3:21
4. "Testimony" - 3:59
5. "Truly, Truly" - 3:58
6. "SuperSloMotion" - 5:42
7. "Fine How'd Ya Do" - 3:52
8. "Come To Mama, She Say" - 4:31
9. "8 Mile Road" - 4:55 -
10. "Everybody Needs A Little Sanctuary" - 4:01
11. "My My My" - 4:05
12. "Crooked Dice" - 4:43
13. "Jubilee" - 3:38
14. "The Shallow End" - 4:16

## Formazione
- Grant Lee Phillipsː voce, chitarra acustica e elettrica, mellotron
- Joey Petersː batteria, percussioni

### Altri musicisti
- Dan Rothchildː basso, voce
- Jon Brionː piano, vibrafono
- Greg Leiszː pedal steel
- Rami Jaffeeː Organo B3
- Robyn Hitchcockː voci addizionali
- Michael Stipeː voci addizionali (solo in "Everybody Needs a Little Sanctuary")